# Vuursteenmijnen Biebosch

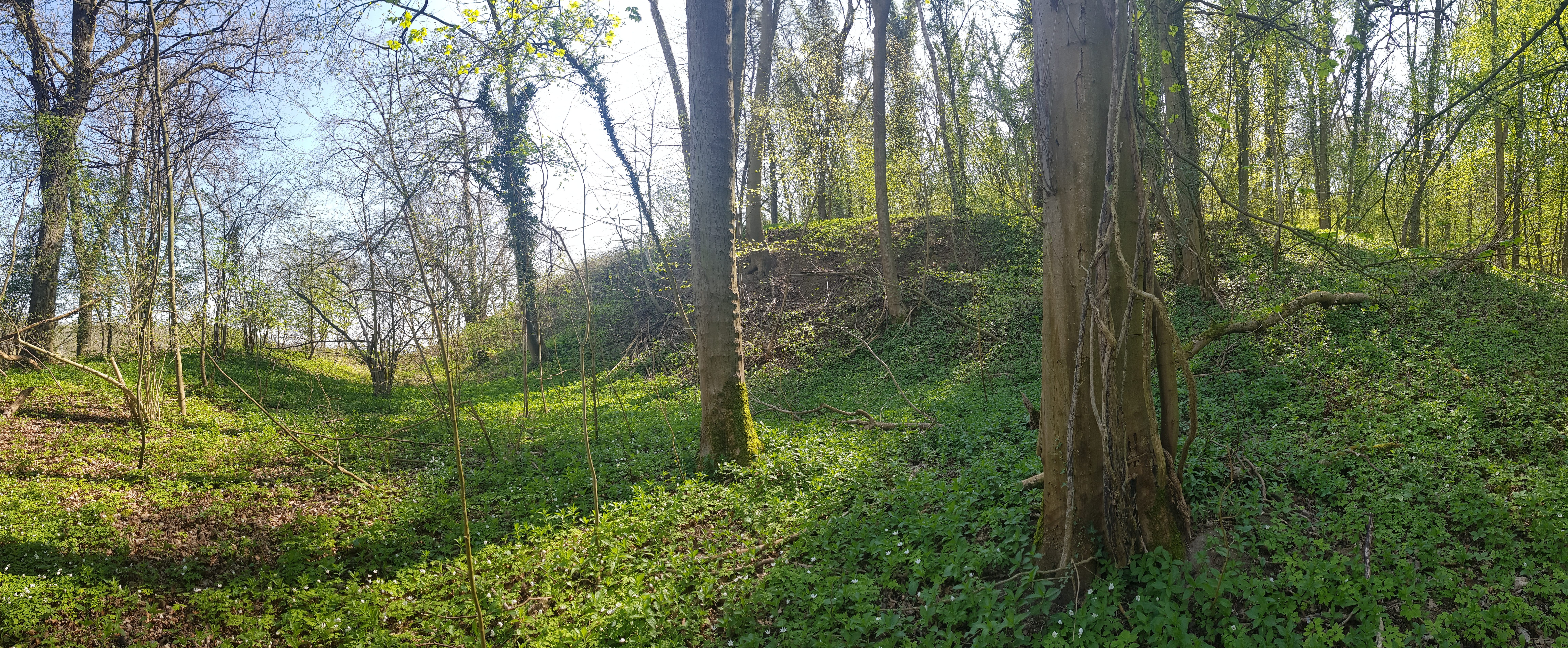
de locatie van de vuursteenmijn anno 2020

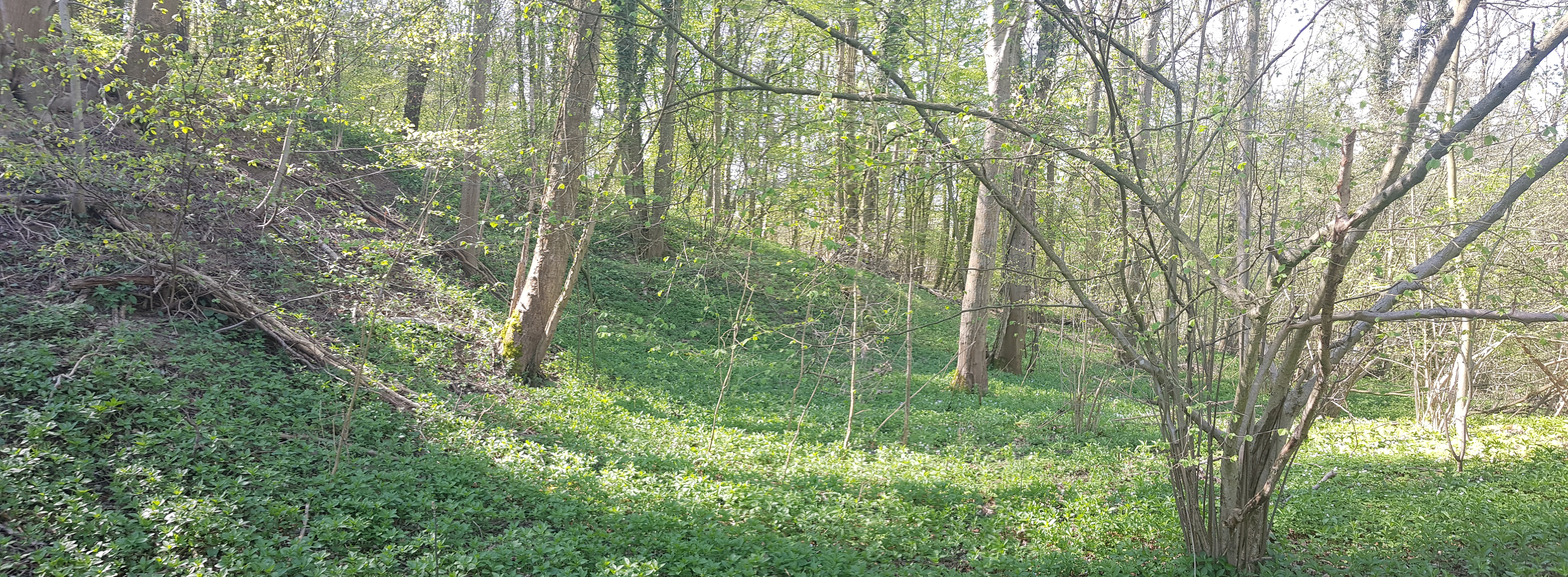
de locatie van de vuursteenmijn anno 2020

De prehistorische vuursteenmijnen van het Biebosch zijn gelegen in de Nederlandse gemeente Valkenburg aan de Geul in Zuid-Limburg. De vuursteenmijnen liggen in het noorden van het hellingbos Biebosch, ten zuidoosten van Valkenburg, ten westen van Oud-Valkenburg en ten noordoosten van Sibbe. Ten noordoosten van deze plek ligt het Geuldal met het riviertje de Geul en ten westen komt het droogdal Sibbergrubbe uit op het Geuldal. De groeves liggen op een kaap op de noordoostelijke rand van het Plateau van Margraten in de overgang naar het Geuldal. Ter plaatse duikt het plateau een aantal meter steil naar beneden.
Op ongeveer 165 meter naar het zuidoosten liggen de Gewandgroeve I en Gewandgroeve II. Op ongeveer 135 meter naar het oosten staat de Priorij Regina Pacis.
Aan de andere kant van het stadscentrum van Valkenburg bevinden zich de vuursteenmijnen van Valkenburg aan de Plenkertstraat.

## Geschiedenis
In de periode van 3280 - 2780 v.Chr., tijdens het neolithicum in Nederland, werden er hier vuursteenmijnen ontgonnen, hetgeen werd vastgesteld door middel van C14-datering van gevonden houtskool.
In 1990 vond er in het Biebosch onderzoek plaats en men ontdekte toen een exploitatiezone van ongeveer anderhalve kilometer in lengte alwaar men sporen van vuursteenbewerking aantrof en ook vuursteenwinning in dagbouw had plaatsgevonden. Eveneens vond men een mardel, een ondergrondse mijn die niet diep is en een brede schacht heeft.

## Groeve
De opgegraven vuursteenmijn is van het type mardel en bestond uit een schacht van ongeveer vijfenhalve meter bij een meter in doorsnede met een diepte van ongeveer drie meter en met aan de beide uiteinden een galerij. Deze galerijen waren ongeveer tweeënhalf bij anderhalf meter in oppervlakte. In een van deze galerijen trof men een venster aan, een doorgang naar een andere vuursteenmijn.

## Vuursteen
De vuurstenen werktuigen die men tijdens de opgravingen gevonden had waren van Valkenburg-vuursteen vervaardigd. De vondsten betroffen met name hamerhakken (Kerbschlägel): hakken van vuursteen met inkepingen zodat er een steel aan bevestigd kon worden.